# Arrêt de principe
Un arrêt de principe est un arrêt à forte valeur jurisprudentielle dans lequel est posé un principe d'application générale qui permettra de régir des cas futurs analogues.
Le contraire d'un arrêt de principe est un « arrêt d'espèce ». 

## La notion d'arrêt de principe
Les arrêts de principe peuvent être des décisions créatrices de droit nouveau ou des clarifications voire des modifications apportées au droit actuel. Ils peuvent adopter une position différente à celle précédemment admise par la jurisprudence, devenant ainsi un revirement de jurisprudence.
Ils sont généralement rendus par les juridictions suprêmes d'un ordre juridique (tels la Cour de cassation, le Conseil d'Etat ou le Tribunal fédéral suisse). Toutefois, dans certaines circonstances, elles peuvent également provenir d'une juridiction d'appel intermédiaire (comme une cour d'appel fédérale).

## Exemples

### Dans des pays de common law
Par exemple, la Cour suprême des États-Unis avait, par un premier arrêt de principe, Roe v. Wade, reconnu à l'avortement la qualité de liberté fondamentale au sens de la Constitution des États-Unis. Par un deuxième arrêt de principe, Planned Parenthood v. Casey, elle atténua le degré de contrôle exercé, avant finalement, dans un revirement de jurisprudence plus franc, de déconsacrer le droit à l'avortement par son arrêt Dobbs v. Jackson Women's Health Organization.